# Communauté de communes des Vallées de l'Aunelle et de la Rhônelle
La communauté de communes des Vallées de l'Aunelle et de la Rhonelle est une ancienne communauté de communes française, située dans le département du Nord et la région Nord-Pas-de-Calais, arrondissement d'Avesnes-sur-Helpe.

## Composition
- Bry
- Eth
- Frasnoy
- Gommegnies
- Orsinval
- Preux-au-Sart
- Sepmeries
- Villereau
- Villers-Pol
- Wargnies-le-Petit

## Histoire
Le 1er septembre 2006, la communauté de communes des Vallées de l'Aunelle et de la Rhonelle a fusionné avec la communauté de communes du Pays Quercitain pour devenir la communauté de communes du Quercitain